# John Grierson
John Grierson (26 de abril de 1898 - 19 de febrero de 1972) fue uno de los primeros documentalistas de la historia del cine y principal artífice del movimiento británico de cine documental que surgió en la década de 1930. Creador de Pescadores a la deriva (1929) documental sobre el trabajo diario de los pescadores industriales de arenque en el Reino Unido.

## Biografía
Nació en Deanston, Escocia, Grierson fue a la Universidad de Glasgow donde estudió comunicación antes de decidirse por el cine. Su primer film titulado Drifters (1929), acerca de los pescadores de arenque en Inglaterra. Después del estreno de Drifters con gran éxito realizado con fondos otorgados por la Junta de Marketing del Imperio (Empire Marketing Board), la cual le pediría que continuara con su tarea además de convertirse en el director de la Unidad de Films de la misma (EMB Film Unit por sus siglas en inglés).
Siendo una persona creativa, extremadamente organizado y disciplinado, se encargó de reclutar un ejército de prospectos para impulsar la nueva tarea de la Unidad de Films, personas con poca o ninguna experiencia; personas que con el tiempo se convirtieron en grandes directores del género documental y que con sus películas ayudaron a promover una nueva imagen de la clase trabajadora y de la importancia de su labor en el desarrollo industrial de Gran Bretaña.
Grierson continuó a la cabeza de la Unidad de films durante varios años donde se dio a conocer como el "padrino del documental".
En 1933 la Junta de Marketing del Imperio desaparece y la Unidad de Films pasa a ser parte de la oficina general de correos tomando el nombre de Unidad de Filmes de la Oficina General de Correos (GPO Film Unit por sus siglas en inglés), de la cual Grierson continuó siendo su director hasta el año 1938 cuando es invitado a Canadá.
Invitado por el gobierno Canadiense para estudiar la producción fílmica de ese país, le propuso al gobierno la creación de un organismo nacional parea la coordinación de la producción de filmes. Al año siguiente 1939, Canadá creó la comisión nacional de filmes, que luego se convertiría en Junta Nacional Fílmica del Canadá (National Film Board of Canada), de la cual Grierson sería su primer comisionado. Cuando Canadá entró en la II Guerra Mundial en el mismo año, la Junta (NFB) se enfocó en la producción de filmes con fines propagandísticos, muchos de los cuales fueron dirigidos por el mismo Grierson.
Después de la Guerra, su producción se enfocó en la vida de los canadienses. La National Film Board of Canada es una institución reconocida mundialmente por la producción de filmes de alta calidad, muchos de los cuales han ganado premios de la Academia.
En 1957 Grierson recibió un premio especial en la ceremonia de premiación de filmes de Canadá.

## Filmografía como director
- Drifters (1929); (Pescadores a la Deriva), mostrada por primera vez durante el estreno de Acorazado Potemkin (por Serguéi Eisenstein en la versión adaptada por Grierson en Estados Unidos).
- Night Mail (1936);(Correo Nocturno), uno de los primeros documentales sonoros con narración escrita por W.H. Auden y música compuesta por Benjamin Britten.
- Industrial Britain (Inglaterra Industrial)

## Filmografía como productor
- Man of Africa (El Hombre de África)
- The Oracle (documentary) (El Oráculo)
- Miss Robin Hood (la señorita Robin Hood)
- You're Only Young Twice (Solo se es Joven Dos Veces)
- The Brave Don't Cry (Los Valientes no Lloran)
- Brandy for the Parson (Brandy para los Parson)
- The Obedient Flame (La Llama Obediente)
- Coal Face (Cara de Carbón)
- Granton Trawler (El Pesquero Granton)
- Pett and Pott: A Fary Story of the Suburbs (Pett y Pott: Una historia de los Suburbios)
- Song of Ceylon (La canción del Ceylón)
- Housing Problems (Problemas de Vivienda)

## Literatura
- Erik Barnow: Documentary: A History of the Non-Fiction Film, Oxford University Press 1993, ISBN 0-19-507898-5
- Kevin Macdonald, Mark Cousins: Imagining Reality: The Faber Book of the Documentary, faber and faber 1996, ISBN 0-571-17723-9
- Jack C. Ellis, John Grierson: Life, Contributions, Influence, Southern Illinois University Press 2000, ISBN 0-8093-2242-0
- Joyce Nelson, The Colonized Eye: Rethinking the Grierson Legend, Between the Lines, Toronto 1988, ISBN 0-919946-91-7